# Scott Brown
Scott Brown (Dunfermline, 25 de junho de 1985) é um treinador e ex-futebolista escocês que atuava como meio-campo. Atualmente, treina o Ayr United, time do campeonato escocês.[carece de fontes?]

## Início de vida
Brown nasceu em 25 de junho de 1985 em Dunfermline, Escócia. Ele frequentou a Escola Primária Dalgety Bay, a Escola Primária Hill of Beath e a Escola Secundária Beath. O ex-jogador do Rangers e da Escócia, Jim Baxter também nasceu na vila e uma estátua em sua homenagem fica do outro lado da rua da casa onde Brown cresceu.

## Carreira no clube

### Início de carreira
Brown jogou no Rangers Boys Club e também treinou com Falkirk durante sua infância. Nessa época, Rangers também demonstrou interesse, mas informou que ele era muito pequeno para passar na classificação. Ele se juntou ao Hibernian aos 13 anos, depois de ser localizado pelo chefe dos olheiros, John Park. Sua mãe, Heather, levava Scott regularmente para sessões de treinamento do Hibernian em Edimburgo e Motherwell, onde ele foi treinado por Gordon Rae e Keith Wright, entre outros.

### Hibernian
Brown assinou com o Hibernian como profissional em 2002 e fez sua estreia como reserva na vitória por 3 a 1 contra o Aberdeen em 3 de maio de 2003. Brown, de 17 anos, disse que "estava muito nervoso" em continuar, mas logo mudou depois de continuar. Ele ajudou a marcar todos os três gols do Hibs naquela partida. Brown fez sua primeira aparição como titular na semana seguinte, na vitória por 1 a 0 contra o Motherwell. Brown então começou nas duas partidas restantes da temporada do Hibs e marcou em ambas, uma dobradinha na vitória por 2 a 1 contra o Livingston e na derrota por 3 a 2 para o Partick Thistle. Brown fez parte de uma "Geração de Ouro" do Hibs, incluindo também jogadores como Kevin Thomson, Garry O'Connor, Derek Riordan, Steven Whittaker e Steven Fletcher, que progrediram em seu time juvenil na mesma época.
Brown tornou-se regular no time Hibernian na temporada 2003-04, jogando 41 vezes em todas as competições e marcando quatro gols. Apesar de terminar apenas em oitavo na SPL, o Hibs chegou à final da Copa da Liga de 2004, derrotando o Celtic e o Rangers no caminho, mas perdeu por 2 a 0 para o Livingston na final. Brown participou de todas as partidas daquela copa e marcou na vitória por 9 a 0 sobre Montrose na terceira rodada.

### Celtic

#### 2007–2010
Brown fez sua estreia no Celtic em um empate sem gols contra o Kilmarnock em 5 de agosto de 2007. Dez dias depois, ele fez sua estreia na UEFA Champions League com um empate em 1 a 1 no Spartak Moscou. Brown desviou de cabeça da linha do gol do Celtic para manter o placar nivelado. Seu primeiro gol pelo Celtic veio em 25 de agosto, na vitória por 5 a 0 sobre o Hearts. Quatro dias depois, ele jogou a segunda mão contra o Spartak. Brown ganhou um pênalti na prorrogação, mas foi perdido por Jan Vennegoor de Hesselink. O Celtic venceu a disputa de pênaltis resultante para se classificar para a fase de grupos da Liga dos Campeões. Brown marcou na vitória por 5–1 sobre o St Mirren em 2 de setembro, uma semana depois de marcar contra o Hearts. Ele jogou na vitória do Celtic por 2 a 1 sobre o atual campeão europeu Milan no Celtic Park.

#### 2011–2013
Brown marcou contra o Rangers na eliminatória da Copa da Escócia em Ibrox, em 6 de fevereiro de 2011, o que rendeu ao Celtic um replay. Brown e El Hadji Diouf, que jogaram diretamente um contra o outro na ala direita do Celtic, trocaram palavras durante grande parte do jogo. Depois de marcar seu gol, Brown virou-se para Diouf e ergueu os braços em uma comemoração provocativa, e ele recebeu um cartão amarelo por isso. Após a partida, eles continuaram sua rivalidade na mídia no dia seguinte. Dois dias depois da partida, Brown afirmou então que considerava as altercações "apenas uma brincadeira" que ele encontrava regularmente em campo e que o cartão amarelo que recebeu pela comemoração foi o melhor de sua vida.  Vários dias depois, Lennon declarou publicamente que queria fechar um novo contrato com Brown. Antes do replay da partida da Copa da Escócia, o jogador do Rangers, Kyle Bartley, disse que poucos jogadores do Rangers gostavam de Brown e que o teriam como alvo no próximo jogo.

#### 2014–2018
Brown sofreu uma lesão no tendão da coxa em um amistoso de pré-temporada contra o Rapid Viena em julho de 2014. Ele marcou um gol em seu primeiro jogo completo após lesão, um empate em 2 a 2 em uma partida do grupo da Liga Europa contra o FC Red Bull Salzburg. Em novembro de 2014, Brown assinou uma extensão de contrato de 4 anos, mantendo-o no clube Parkhead até 2018. Ele fez sua 300ª aparição pelo Celtic em 21 de dezembro de 2014, em uma derrota por 2 a 1 para o Dundee United. Ele fez 48 partidas em todas as competições na temporada 2014-15, marcando cinco vezes.
Seu único gol na temporada 2015-16 veio em 20 de setembro de 2015, em uma vitória em casa por 6-0 sobre o Dundee.

#### 2019–2021
Em 31 de janeiro de 2019, Brown recusou uma oferta para ingressar no novo time australiano Western Melbourne FC e outras abordagens do exterior, em vez disso, estendeu seu contrato com o Celtic até o verão de 2021, indicando que quando ele terminasse, ele provavelmente se aposentaria.
Em 31 de março de 2019, Brown se envolveu em vários incidentes durante uma importante partida do Old Firm contra o Rangers no Celtic Park, incluindo um cartão vermelho mostrado a Alfredo Morelos por dar uma cotovelada na cabeça de Brown, Ryan Kent empurrou Brown na cabeça usando um punho fechado após o gol da vitória do Celtic (perdido pelos árbitros, mas Kent foi posteriormente acusado de má conduta pelas autoridades da liga) e sendo confrontado com raiva por Andy Halliday após o apito final, quando Brown decidiu comemorar com entusiasmo na frente da pequena seção de apoiadores visitantes. Cada vez, Brown foi visto sorrindo e rindo dos jogadores do Rangers envolvidos, tendo-os antagonizado com sucesso. As respostas ao seu comportamento variaram, enquanto a Polícia da Escócia decidiu que era um assunto da responsabilidade das autoridades do futebol. A SFA acusou Brown de "não agir no melhor interesse do futebol escocês" pelas suas ações no apito final, mas na audiência de 26 de abril, o veredicto não foi provado.

### Aberdeen
Em 25 de março de 2021, foi anunciado que Brown se juntaria ao Aberdeen em 1º de julho na função de jogador-treinador com um contrato de dois anos, trabalhando como assistente técnico do técnico Stephen Glass. Em 27 de outubro, Brown marcou pelo Aberdeen contra o rival Rangers em Ibrox, que terminou com um empate em 2–2. Brown deixou o Aberdeen em março de 2022, logo após Glass ter sido substituído como técnico por Jim Goodwin. Ele disse que deixou Aberdeen porque uma posição de treinador não estaria disponível com Goodwin, e que procuraria uma função de treinador em outro lugar.

### Aposentadoria
Em 6 de maio de 2022, Brown anunciou oficialmente sua aposentadoria do futebol profissional. Ele fez um total de 787 partidas pelo Hibernian, Celtic e Aberdeen; ele também somou 55 internacionalizações pela Escócia em duas passagens; Brown ganhou 23 prêmios importantes durante sua carreira de 19 anos.

## Carreira internacional
Brown era um jogador regular na seleção escocesa de futebol sub-21 dirigida por Rainer Bonhof, que recomendou Brown para contatos em sua Alemanha natal. Brown fez sua estreia pela Escócia como substituto de Garry O'Connor aos 74 minutos, em um empate em casa por 1 a 1 em um amistoso contra os Estados Unidos em 12 de novembro de 2005. O técnico da Escócia, Walter Smith, que escolheu um time com oito jogadores com menos de 23 anos, disse que Brown teve um bom desempenho e o descreveu como um "rapaz alegre". Brown foi então colocado de volta no time sub-21, mas foi adicionado ao time completo em setembro de 2006 para a partida contra a Lituânia. Brown foi selecionado para a equipe completa para as eliminatórias da UEFA Euro 2008 contra a França e a Ucrânia em outubro de 2006, mas não foi utilizado em nenhum dos jogos.
Brown fez sua estreia competitiva pela Escócia em março de 2007, substituindo Gary Teale durante uma partida de qualificação para a Euro 2008 contra a Geórgia. Tendo um bom desempenho naquela partida, Brown estreou pela Escócia na partida seguinte, uma derrota por 2 a 0 contra a Itália, vencedora da Copa do Mundo de 2006. Brown então se tornou uma escolha regular para a seleção nacional; ele começou na vitória da Escócia por 1 a 0 sobre a França, vice-campeã da Copa do Mundo de 2006, no Parc des Princes, em setembro de 2007. Brown foi nomeado pelo FIFA.com como um jogador a ser observado em 2009. Ele marcou seu primeiro gol pela Escócia em 5 de setembro de 2009, na vitória por 2 a 0 sobre a Macedônia em uma partida de qualificação para a Copa do Mundo de 2010.

## Carreira de treinador

### Aberdeen
Após sua saída do Celtic em 2021, Brown assinou com o Aberdeen, também da Premiership escocesa, como jogador-treinador, trabalhando como assistente técnico de Stephen Glass, além de sua função em campo. Após a demissão de Glass em fevereiro de 2022, o papel de Brown como gerente assistente foi imediatamente atribuído a Lee Sharp após a nomeação de Jim Goodwin. Brown deixaria Aberdeen no mês seguinte, citando o desejo de buscar oportunidades de treinamento em outro lugar; ele se aposentou em maio de 2022 e, portanto, passou a ser gerente em tempo integral.

### Fleetwood Town
Em 12 de maio de 2022, Brown foi nomeado técnico do Fleetwood Town, time da EFL League One. Sua estreia em 30 de julho foi uma derrota por 2 a 1 em Port Vale.
Em 7 de janeiro de 2023, Brown levou Fleetwood à quarta rodada da FA Cup pela primeira vez em sua história, quando seu time derrotou o Queens Park Rangers, do campeonato EFL, por 2 a 1 no Highbury Stadium. Um mês depois, ele os liderou para a quinta rodada depois de derrotar o Sheffield Wednesday por 1 a 0 em um replay; a sequência terminou ali com uma derrota por 1 a 0 para o líder do campeonato, Burnley.
A única temporada completa de Brown na liga terminou com Fleetwood em 13º lugar. Depois de um péssimo início de temporada 2023-24, em que o time conquistou um ponto em seus primeiros seis jogos da liga, Brown foi demitido em 3 de setembro.

### Ayr United
Brown foi nomeado técnico do clube do campeonato escocês Ayr United em janeiro de 2024.

## Vida pessoal
A irmã mais nova de Brown, Fiona, morreu de câncer de pele em maio de 2008, aos 21 anos. Ele tem uma tatuagem no antebraço direito com as datas de nascimento e morte de sua irmã; mais tarde, ele teve palavras de um conhecido poema fúnebre tatuado próximo a este.
Brown se casou com Lisa Taylor em junho de 2009, em uma pequena cerimônia em Chipre. Em maio de 2021, o casal tinha três filhos.
Logo após assinar com o Celtic, Brown comprou uma casa na área de Cramond, em Edimburgo, por 1,475 milhão de libras esterlina. Ele colocou a casa à venda em agosto de 2012.
Brown é embaixador da Copa do Mundo dos Sem-Teto desde 2014.
Brown raspou a cabeça desde a adolescência, dizendo que isso o fazia parecer mais intimidante para os oponentes. Ele começou a deixar o cabelo crescer novamente em 2020, a pedido dos filhos.

## Títulos
Os títulos que Scott conquistou são:[carece de fontes?]
Hibernian
- Copa da Liga Escocesa: 2006-07

Celtic
- Campeonato Escocês (10): 2007–08, 2011–12, 2012–13, 2013–14, 2014–15, 2015–16, 2016-17, 2017-18, 2018-19 e 2019-20
- Copa da  Escócia (6): 2010-11, 2012-13, 2016-17, 2017-18, 2018-19 e 2019-20
- Copa da Liga Escocesa (6): 2008-09, 2014-15, 2016-17, 2017-18, 2018-19 e 2019-20

### Individuais
- Revelação do Campeonato Escocês (1): 2007
- Melhor jogador do Campeonato Escocês (1): 2009
- Time do Ano (3): 2006–07, 2008–09 e 2014-15